# Héreg
Héreg là một thị trấn thuộc hạt Komárom-Esztergom, Hungary. Thị trấn này có diện tích 27,13 km², dân số năm 2010 là 1020 người, mật độ 38 người/km².